# Колкинс, Трейси
Трейси Энн Колкинс (англ. Tracy Ann Caulkins, родилась 11 января 1963 в Уиноне, Миннесота, США) — американская пловчиха.
Трёхкратная олимпийская чемпионка 1984 г. на дистанциях 200 и 400 м комплексным плаваньем, а также в эстафете 4×100 м комбинированным способом, 5-кратная чемпионка мира 1978  на дистанциях 200 м баттерфляем, 200 и 400 м комплексным плаванием, а также в эстафетном плавании 4×100 м вольным стилем и комбинированным способом, 48-кратная чемпионка США. Её лучшее выступление должно было состояться на Московской олимпиаде, но американские спортсмены на ней не выступали. Её результаты тогда пошли на спад, но Трейси вопреки всем попала на следующие игры и добилась олимпийских побед.
По количеству побед в национальном первенстве США она побила достижение легендарного Джонни Вайсмюллера.